# دونك أنان
دونك أنان (بالإنجليزية: Dunc Annan)‏ هو لاعب كرة قدم أمريكية أمريكي، ولد في 10 أغسطس 1895 في شيكاغو في الولايات المتحدة، وتوفي في 21 يونيو 1981 في بالم بيتش في الولايات المتحدة.